# Hermeuptychia pimpla
Hermeuptychia pimpla är en fjärilsart som beskrevs av Felder 1862. Hermeuptychia pimpla ingår i släktet Hermeuptychia och familjen praktfjärilar. Inga underarter finns listade i Catalogue of Life.